# Koenigsegg Agera
Koenigsegg Agera là một chiếc xe thể thao động cơ đặt giữa được sản xuất bởi nhà sản xuất xe hơi Thụy Điển Koenigsegg từ năm 2010. Đây là dòng xe kế thừa của Koenigsegg CCX/CCXR. Tên của xe này đến từ động từ tiếng Thụy Điển "agera" có nghĩa là "hành động" hoặc dưới hình thức bắt buộc "(Bạn) hãy hành động!".
Koenigsegg Agera được vinh danh siêu xe của năm trong năm 2010 của tạp chí Top Gear.

## Thông số kỹ thuật và hiệu suất
Trong giai đoạn đầu phát triển, chiếc xe đã được trang bị một động cơ 4.7 lít V8 với bộ tăng áp kép cánh cố định, nhưng nó được thay thế bằng động cơ V8 tăng áp kép 5.0 lít cho phiên bản sản xuất của chiếc xe.

## Tốc độ
Chiếc xe này bị giới hạn tốc độ ở mức 400km/h